# Жовтогорлик оливковоголовий
Жовтогорлик оливковоголовий (Geothlypis semiflava) — вид горобцеподібних птахів родини піснярових (Parulidae). 

## Поширення
Вид трапляється в Колумбії, Еквадорі, Коста-Риці, Гондурасі, Нікарагуа та Панамі. Населяє густі чагарники на узліссях, галявинах і чагарникових вологих ландшафтах, в тому числі на узбіччях доріг і часто біля води.

## Підвиди
Існує два визнаних підвиди:
- Geothlypis s. semiflava Sclater, 1860 – захід Колумбії та захід Еквадору;
- Geothlypis s. bairdi Ridgway, 1884 – від східного Гондурасу через Нікарагуа, Коста-Рику до північно-західної Панами.